# مهره سیدان
مهره سیدان (به انگلیسی: Mohra Saiyidan) یک شهر در پاکستان است که در اسلام‌آباد واقع شده‌است. مهره سیدان ۸۳٬۴۶۱ نفر جمعیت دارد و ۴۸۰ متر بالاتر از سطح دریا واقع شده‌است.